# Adolescence (série télévisée)
Pour les articles homonymes, voir Adolescent.
Production
Diffusion
Adolescence est une mini-série télévisée britannique, créée par Jack Thorne et Stephen Graham, et diffusée le 13 mars 2025 sur Netflix. Chaque épisode se présente sous la forme d'un seul et unique plan-séquence.

## Synopsis
Jamie Miller, un adolescent anglais de 13 ans, est accusé du meurtre de Katie Leonard, une camarade de classe. Sa famille, une psychologue et l'inspecteur chargé de l'affaire s'interrogent sur ce qui s'est vraiment passé et sur ses motivations. La série traite de l'influence de la culture incel et du masculinisme chez les jeunes garçons, notamment relayés par les réseaux sociaux.

## Distribution
- Stephen Graham (VF : Laurent Maurel) : Eddie Miller, le père de Jamie (épisodes 1, 2 et 4)
- Owen Cooper (VF : Sacha Tomassian) : Jamie « Jay » Miller (épisodes 1, 3 et 4 en voix)
- Ashley Walters (VF : Jean-Baptiste Anoumon) : Inspecteur Luke Bascombe (épisodes 1 et 2)
- Erin Doherty (VF : Leslie Lipkins) : Briony Ariston, la psychologue de Jamie (épisode 3)
- Faye Marsay (VF : Zina Khakhoulia) : Sergent Misha Franck (épisodes 1 et 2)
- Christine Tremarco (en) (VF : Marie-Ève Dufresne) : Manda Miller, la mère de Jamie (épisodes 1 et 4)
- Mark Stanley (en) (VF : Julien Meunier) : Paul Barlow, l'avocat de Jamie (épisode 1)
- Kaine Davis : Ryan Kowalska, le camarade de classe de Jamie (épisode 2)
- Jo Hartley (en) (VF : Julie Dumas) : Mme Fenumore, la principale de l'école (épisode 2)
- Amélie Pease : Lisa Miller, la sœur aînée de Jamie (épisodes 1 et 4)
- Fatima Bojang :  (VF : Kelly Bellacci) Jade, une élève de l'école (épisode 2)
- Austin Haynes (en) : Fredo, un élève de l'école (épisode 2)
- Lil Charva (VF : Frédéric Bard) : Moray
- Elodie Grace Walker : Georgie
- Emilia Holliday : Katie Leonard (épisode 1)

 Source et légende : version française (VF) sur RS Doublage et les cartons du doublage français sur Netflix.

## Production

### Genèse et développement
La série est annoncée en mars 2024.
Elle ne reconstitue pas une affaire précise, mais puise son inspiration dans plusieurs faits divers : Stephen Graham, acteur et scénariste, explique que l'idée de la série lui est venue en lisant les actualités concernant des attaques à l'arme blanche à Liverpool, Londres, et le meurtre de Brianna Ghey en 2023.
En avril 2025, la société de production Plan B Entertainment, via la productrice Dede Gardner, confirme qu'une saison 2 est en développement. Les créateurs Jack Thorne et Stephen Graham précisent qu'il ne s'agira pas d'une suite de la saison 1, des discussions étant en cours avec Philip Barantini. Selon Gardner, l'objectif est de rester « fidèle à l’ADN de la série, d’élargir l’ouverture » tout en évitant « d’être trop répétitifs » tout en conservant la réalisation en plan-séquence comme le souhaite Hannah Walters, qui est également l'épouse de Stephen Graham avec qui elle a fondé Matriarch Productions, société coproductrice de la série. Adolescence prendrait la forme d’une anthologie, comme la série Monstres qui s’intéresse à différents tueurs (Jeffrey Dahmer dans la saison 1, les frères Menendez dans la saison 2, Ed Gein dans la saison 3).

### Tournage
Le tournage a lieu au Royaume-Uni, de juillet à octobre 2024, notamment à South Kirkby, South Elmsall et Sheffield dans le Yorkshire,.
Chaque épisode est tourné en un plan-séquence unique, sans coupe, ce qui permet de suivre l'intrigue en temps réel.

### Fiche technique
Sauf indication contraire, les informations mentionnées dans cette section peuvent être confirmées par le générique de fin de l'œuvre audiovisuelle présentée ici, ainsi que par les bases de données cinématographiques IMDb et Allociné,  présentes dans la section « Liens externes ».
- Titre original : Adolescence
- Réalisation : Philip Barantini
- Scénario : Stephen Graham et Jack Thorne
- Musique : Aaron May et David Ridley
- Direction artistique : Jordan McHale et Ian Tomlinson
- Décors : Adam Tomlinson
- Costumes : Jessica Schofield
- Photographie : Matthew Lewis
- Montage : n/a
- Casting : Shaheen Baig
- Production : Jo Johnson[9]
  - Production déléguée : Philip Barantini, Emily Feller, Dede Gardner, Stephen Graham, Mark Herbert, Jeremy Kleiner, Brad Pitt, Jack Thorne, Hannah Walters et Nina Wolarsky
- Sociétés de production : It’s All Made Up, Matriarch Productions, One Shoe Films, Plan B Entertainment et Warp Films (en)
- Société de distribution : Netflix
- Pays de production :  Royaume-Uni
- Langue originale : anglais
- Format : couleur — 16/9
- Genre : drame, policier, thriller
- Durée : 51 à 65 minutes
- Date de sortie :
  - Monde : 13 mars 2025 (Netflix)

## Épisodes
Sauf indication contraire, les informations mentionnées dans cette section peuvent être confirmées par la base de données cinématographiques IMDb,  présente dans la section « Liens externes ».

### Épisode 1
L'inspecteur Luke Bascombe et le sergent Misha Frank dirigent une descente de police au domicile de la famille Miller : le père Eddie, la mère Manda, leur fille Lisa et leur fils Jamie, âgé de 13 ans. Ils arrêtent Jamie, soupçonné de meurtre, et l’emmènent au commissariat voisin. En larmes, Jamie clame son innocence tandis qu’il est pris en charge et placé en cellule de détention, pendant que sa famille arrive au poste. Eddie accepte d’être l’« adulte approprié » de Jamie et de l’accompagner lors de la fouille et de l’interrogatoire. En privé, il demande à Jamie s’il a commis le crime et le croit lorsqu’il nie les faits. Bascombe se heurte à Paul Barlow, l’avocat désigné pour représenter Jamie. Eddie assiste à la fouille au corps de son fils.

### Épisode 2
Trois jours après le meurtre, Bascombe et Frank se rendent au lycée de Jamie et Katie pour interroger leurs camarades de classe, espérant découvrir le mobile de Jamie ainsi que l’emplacement de l’arme du crime. Le fils de Bascombe, Adam, est également élève dans cet établissement. Les agents constatent que les enseignants sont débordés et peinent à gérer des élèves turbulents.
Dans tout le lycée, la nouvelle du meurtre et de l’implication de Jamie s’est répandue parmi les élèves. L’amie de Katie, Jade, est particulièrement bouleversée et refuse de répondre aux questions des policiers. Plus tard, elle agresse Ryan, un ami de Jamie, l’accusant d’être responsable de la mort de Katie. Lorsque Bascombe et Frank se rendent à l’infirmerie pour vérifier l’état de Ryan, ce dernier se montre d’abord coopératif, mais devient rapidement évasif et refuse de répondre aux questions, quittant précipitamment la pièce lorsque l’arme du crime est mentionnée.
Adam aborde alors son père et lui explique comment certains emojis sont utilisés par les adolescents pour communiquer sur les réseaux sociaux. Il révèle que Katie avait employé ce langage codé pour accuser Jamie d’être un incel sur Instagram, menant ainsi une campagne de cyberharcèlement contre lui, ce qui trouble profondément Bascombe et Frank. Alors qu’ils tentent d’interroger Ryan à nouveau, ce dernier s’enfuit brusquement par la fenêtre, poursuivi par Bascombe à travers l’école. Une fois rattrapé, Ryan avoue que le couteau utilisé par Jamie pour poignarder Katie lui appartenait. Il est immédiatement arrêté pour complicité de meurtre tandis que la journée scolaire touche à sa fin.

### Épisode 3
Sept mois après le meurtre, la psychologue Briony Ariston rencontre Jamie dans un établissement pour jeunes délinquants afin de rédiger un rapport préliminaire sur sa santé mentale avant son procès. Jamie a récemment été impliqué dans une altercation violente avec un autre détenu et se montre visiblement frustré que Ryan passe sa période pré-procès en liberté.
Briony précise à Jamie que son seul objectif est d’évaluer sa compréhension des circonstances de l’affaire, et non l’affaire elle-même. Cependant, Jamie adopte une attitude provocatrice, cherchant à dominer la conversation d’une manière maladroite et impulsive. L’échange devient chaotique en raison de son immaturité émotionnelle, mettant en lumière le crime présumé et ses possibles motivations.
Lorsque Briony insiste pour obtenir des explications, Jamie finit par fournir une chronologie complète des événements : après qu’un camarade de classe a fait circuler une photo de Katie seins nus dans l’école, Jamie lui a proposé de sortir avec lui, pensant qu’elle serait « faible » et donc plus encline à accepter. Elle l’a immédiatement repoussé et a ensuite rédigé les commentaires moqueurs à son sujet sur Instagram.

### Épisode 4
Treize mois après le meurtre, les Miller tentent de retrouver une certaine normalité tandis que Jamie attend son procès. Le jour du 50ᵉ anniversaire d’Eddie, des adolescents vandalisent son van en y taguant des graffitis. Pour détendre l’atmosphère, Eddie prévoit d’emmener Manda et Lisa au cinéma plus tard dans la journée, mais ils passent d’abord dans un magasin de bricolage pour acheter de quoi nettoyer le van.
Là-bas, Eddie est encore plus bouleversé lorsqu’un jeune employé le reconnaît et lui exprime maladroitement son soutien envers Jamie. Il achète finalement de la peinture pour repeindre le véhicule. En sortant du magasin, il aperçoit les adolescents responsables du vandalisme et, pris de colère, les menace violemment avant de jeter la boîte de peinture contre son propre van, frustré.
Sur le chemin du retour, Jamie appelle et annonce son intention de plaider coupable. À la maison, Eddie et Manda réalisent pleinement l’ampleur du procès à venir et se reprochent de ne pas avoir prêté suffisamment attention à la radicalisation de leur fils sur Internet.

## Musique
La bande originale de la série est composée par Aaron May et David Ridley. Le duo, à l'origine des bandes son de la série Accused et du documentaire Arsène Wenger : Invicible,  avait déjà collaboré avec Philip Barantini sur les séries Malpractice (en) et The Chef, la série ainsi que sur le film Villain (en),.
Elle est diffusée au format numérique le 14 mars 2025,.

### Épisode 2 - Fragile (Sting Cover)
À la fin de l'épisode 2, lorsqu'Eddie Miller vient déposer un bouquet afin de rendre hommage à Katie, on entend une chorale d'enfants interpréter une reprise du titre Fragile de Sting. La voix solo entendue à l'instant où Eddie dépose les fleurs est celle de Emilia Holliday, la jeune fille jouant le rôle de Katie Leonard dans la série. L'actrice de 14 ans est accompagnée par la chorale du Minsthorpe Community College, l'établissement du Yorkshire dans lequel a été tourné ce deuxième épisode.
Stephen Graham indique qu'il s'agit d'une idée de Philip Barantini. Dans une interview pour Netflix, celui-ci explique que lorsque l'équipe a eu vent des capacités pour le chant de Holliday, ils ont décidé de l'inclure dans la bande son lors de la scène finale, imposant Katie comme "un personnage central et omniprésent".

Sting a partagé la scène sur les réseaux sociaux en la commentant :
La réaction à la reprise de ma chanson "Fragile" dans la série 'Adolescence' a été fantastique. C’est toujours intéressant pour moi d’entendre une de mes chansons à travers le prisme de quelqu’un d’autre. Une grande reprise peut révéler des aspects que je n’avais pas perçus à l’origine et offrir une nouvelle vie à un morceau. [...] Emilia Holliday et les élèves de la chorale du Minsthorpe Community College sont incroyablement talentueux. Ensemble, ils ont créé quelque chose de vraiment beau."

### Épisode 4
Le quatrième et dernier épisode de la série contient deux chansons ne faisant pas partie de la bande originale : Take On Me de A-ha (durant le trajet en voiture) et Through the Eyes of a Child (en) de AURORA (lors de la scène finale).
Au sujet de celle-ci, Barantini, déjà admirateur de la chanteuse norvégienne, précise dans un entretien accordé au magazine Billboard à quel moment la chanson lui est venue en tête : "Nous étions en train d'écrire le script d'Adolescence. [...] Nous roulions, cherchant des lieux de tournage, et la chanson est passée dans la voiture, issue d'une playlist de mon téléphone". 
Il s'exprima également sur les réseaux sociaux : “C’était la seule chose que j’écoutais pendant que nous tournions. J’ai su très tôt que je devais l’utiliser pour la fin ! C’est tellement envoûtant et puissant”,. 
Through the Eyes of a Child, diffusée à l'origine en 2016 sur l'album All My Demons Greeting Me as a Friend, obtient un regain d'attention, engrangeant plus de 5 millions de téléchargement à la suite de son utilisation dans la série. En raison d'une forte demande du public, l'auteure-compositrice-interprète réédite le titre, 9 ans après sa sortie initiale.

## Accueil

### Audiences

#### Royaume-Uni
Selon les données du Barb Audiences (en), organisme officiel de mesure des audiences au Royaume-Uni, Adolescence a attiré 6,45 millions de téléspectateurs pour son premier épisode, dépassant le précédent record détenu par Double Piège (6,3 millions de vues en janvier 2024). L’épisode 2 a réuni 5,94 millions de personnes. Les deux derniers épisodes ont rassemblé respectivement 5,14 et 4,65 millions de spectateurs outre-manche.

#### Monde
Diffusée mondialement le 13 mars 2025, Adolescence s'installe immédiatement en tête des audiences Netflix, cumulant 66,3 millions de vues en quinze jours : 24,3 millions de vues lors de ses quatre premiers jours, puis 42 millions de vues supplémentaires du 7 au 23 mars 2025. C'est le record absolu pour une série limitée Netflix sur une période de deux semaines en ligne.

### Accueil critique
Sur le site Rotten Tomatoes, elle obtient 99 % de critiques positives, avec une note moyenne de 9.3⁄10. Sur Allociné, elle reçoit le score de 4.1⁄5 avec 3 018 notes, dont 406 critiques.

### Réception presse
Audrey Fournier du journal Le Monde soulignent que « le plan-séquence est ici moins utilisé comme artifice de mise en scène que comme un outil favorisant une immersion totale, et intense, du téléspectateur. »
Thomas Sotinel du journal Le Monde loue également la série en parlant d’une « tragédie britannique en quatre plans-séquences virtuoses ».
Alexandre Janowiak du site Écran Large précise qu'il s'agit « d'un tour de force visuel et existentiel passionnant. […] Adolescence prend aux tripes, mais pourrait ressembler à n’importe quel autre drame judiciaire. Sauf que tout se déroule dans un plan-séquence impressionnant. »
Solène Delinger de la radio Europe 1 assure que « Stephen Graham explore, sans jamais tomber dans le sensationnalisme, les mécanismes engendrant une telle violence, notamment la pauvreté, le harcèlement scolaire, les réseaux sociaux et le manque d'encadrement des jeunes. »
Pour The Guardian, la série met en lumière la manière avec laquelle la manosphère influence les jeunes garçons adolescents.
Mara Goyet du Nouvel Obs parle « d'une suffocante série britannique est parvenue à ouvrir de profondes discussions tout autour de nous. Parmi ses qualités, [...] celle de ne pas juger ».
Olivier Joyard des Inrockuptibles salue quatre heures en apnée dont le récit est renforcé tant par l'immersion créée par la caméra filmant chaque épisode en seul plan séquence que du jeu des acteurs et du scénario dont on ne sort pas indemne.
Michael Kehler dans The Conversation apprécie la série pour sa « critique poignante de la masculinité toxique chez les jeunes ».

### Influence dans la sphère politique
Anneliese Midgley, membre du Parlement britannique, propose de diffuser la série au Parlement et dans les écoles pour contrer la misogynie et la violence faites aux femmes. Elle s'entretient le 31 mars 2025 avec les créateurs de la série, des associations et des adolescents. La proposition est relayée par le Premier ministre, Keir Starmer, via X, après quoi la série est rendue libre de droits de diffusion au Royaume-Uni pour les écoles secondaires grâce au service de streaming Into Film+. 
Aux Pays-Bas, la même proposition est initiée par Barbara Kathmann (en), membre de l'alliance GroenLinks-PvdA. En Belgique, la ministre flamande des Médias Cieltje Van Achter (N-VA) annonce fin avril 2025 devant le Parlement flamand que la série sera proposée à la diffusion dans les écoles, accompagnée d'un support pédagogique conçu par l’administration flamande de l’enseignement, en partenariat avec Netflix et Mediawijs, le centre de référence flamand sur les médias et le digital. En Fédération Wallonie-Bruxelles, la ministre francophone de l’Éducation Valérie Glatigny (MR) annonce que ce recours généralisé à une série n'est pas possible, car « la liberté pédagogique des écoles et des pouvoirs organisateurs est la norme en la matière ».
En mars 2025, Elon Musk avance une théorie conspirationniste sur X arguant que la série est une propagande « anti-blanc » en ciblant le choix d'un jeune acteur blanc pour le rôle de Jamie. Le scénariste Jack Thorne répondra en jugeant cette posture « ridicule » et en rappelant que la série n'est basée sur aucun fait réel,.